# Zápas na Letních olympijských hrách 2012
Zápas na Letních olympijských hrách 2012 v Londýně nabídl souboje o osmnáct sad medailí, a to mužů v sedmi váhových kategoriích ve volném stylu a v sedmi v řecko-římském a ženy ve čtyřech váhových kategoriích ve volném stylu. Zápasilo se v budově výstavního a konferenčního centra ExCeL.

## Medailisté

### Volný styl
| Kategorie | Zlato                                                                                       | Stříbro                               | Bronz                                                            | Bronz                               |
| --------- | ------------------------------------------------------------------------------------------- | ------------------------------------- | ---------------------------------------------------------------- | ----------------------------------- |
| 55 kg     | Džamal Otarsultanov · Rusko (RUS)                                                           | Vladimer Chinčegašvili · Gruzie (GEO) | Jang Kjong-Il · Severní Korea (PRK)                              | Šiniči Jumoto · Japonsko (JPN)      |
| 60 kg     | Togrul Asgarov · Ázerbájdžán (AZE)                                                          | Besik Kuduchov · Rusko (RUS)          | Coleman Scott · Spojené státy americké (USA)                     | Jogešwar Dutt · Indie (IND)         |
| 66 kg     | Tacuhiro Jonemicu · Japonsko (JPN)                                                          | Sušíl Kumár · Indie (IND)             | Akžurek Tanatarov · Kazachstán (KAZ)                             | Liván López · Kuba (CUB)            |
| 74 kg     | Jordan Burroughs · Spojené státy americké (USA)                                             | Sádeg Gúdarzí · Írán (IRI)            | Soslan Tydžyty · Uzbekistán (UZB) · Gábor Hatos · Maďarsko (HUN) | Děnis Carguš · Rusko (RUS)          |
| 84 kg     | Šarif Šarifov · Ázerbájdžán (AZE)                                                           | Jaime Espinal · Portoriko (PUR)       | Davit Marsagišvili · Gruzie (GEO)                                | Ehsan Lašgarí · Írán (IRI)          |
| 96 kg     | Jake Varner · Spojené státy americké (USA)                                                  | Valerij Andrijcev · Ukrajina (UKR)    | Giorgi Gogšelidze · Gruzie (GEO)                                 | Chetag Gozjumov · Ázerbájdžán (AZE) |
| 120 kg    | Artur Tajmazov · Uzbekistán (UZB) · Komejl Gásemí · Írán (IRI) · Bilal Machov · Rusko (RUS) | Davit Modzmanašvili · Gruzie (GEO)    | Tervel Dlagnev · Spojené státy americké (USA)                    | Daulet Šabanbaj · Kazachstán (KAZ)  |

### Řecko-římský zápas
| Kategorie | Zlato                          | Stříbro                             | Bronz                                  | Bronz                             |
| --------- | ------------------------------ | ----------------------------------- | -------------------------------------- | --------------------------------- |
| 55 kg     | Hamíd Surián · Írán (IRI)      | Rovšan Bajramov · Ázerbájdžán (AZE) | Péter Módos · Maďarsko (HUN)           | Mingijan Semjonov · Rusko (RUS)   |
| 60 kg     | Omíd Naurózí · Írán (IRI)      | Revaz Lašchi · Gruzie (GEO)         | Zaur Kuramagomedov · Rusko (RUS)       | Rjutaro Macumoto · Japonsko (JPN) |
| 66 kg     | Kim Hjon-u · Jižní Korea (KOR) | Tamás Lőrincz · Maďarsko (HUN)      | Manučar Cchadaia · Gruzie (GEO)        | Steeve Guénot · Francie (FRA)     |
| 74 kg     | Roman Vlasov · Rusko (RUS)     | Arsen Džulfalakjan · Arménie (ARM)  | Aleksandras Kazakevičius · Litva (LTU) | Emin Ahmadov · Ázerbájdžán (AZE)  |
| 84 kg     | Alan Čugajev · Rusko (RUS)     | Karam Gaber · Egypt (EGY)           | Danijal Gadžijev · Kazachstán (KAZ)    | Damian Janikowski · Polsko (POL)  |
| 96 kg     | Gásem Rezáí · Írán (IRI)       | Rustam Totrov · Rusko (RUS)         | Artur Aleksanjan · Arménie (ARM)       | Jimmy Lidberg · Švédsko (SWE)     |
| 120 kg    | Mijaín López · Kuba (CUB)      | Heiki Nabi · Estonsko (EST)         | Rıza Kaya'alp · Turecko (TUR)          | Johan Eurén · Švédsko (SWE)       |

### Volný styl (ženy)
| Kategorie | Zlato                             | Stříbro                               | Bronz                                           | Bronz                                     |
| --------- | --------------------------------- | ------------------------------------- | ----------------------------------------------- | ----------------------------------------- |
| 48 kg     | Hitomi Obaraová · Japonsko (JPN)  | Marija Stadnyková · Ázerbájdžán (AZE) | Clarissa Chunová · Spojené státy americké (USA) | Carol Huynhová · Kanada (CAN)             |
| 55 kg     | Saori Jošidaová · Japonsko (JPN)  | Tonya Verbeeková · Kanada (CAN)       | Jackeline Renteríaová · Kolumbie (COL)          | Yuliya Ratkeviç · Ázerbájdžán (AZE)       |
| 63 kg     | Kaori Ičová · Japonsko (JPN)      | Jing Ruixue · Čína (CHN)              | Lubov Volosová · Rusko (RUS)                    | Soronzonboldyn Batceceg · Mongolsko (MGL) |
| 72 kg     | Natalja Vorobjovová · Rusko (RUS) | Stanka Zlatevová · Bulharsko (BUL)    | Guzel Manyurova · Kazachstán (KAZ)              | Maider Undaová · Španělsko (ESP)          |

## Přehled medailí
| Pořadí | Země                   | Zlato | Stříbro | Bronz | Celkově |
| ------ | ---------------------- | ----- | ------- | ----- | ------- |
| 1      | Rusko                  | 4     | 2       | 5     | 11      |
| 2      | Japonsko               | 4     | 0       | 2     | 6       |
| 3      | Írán                   | 3     | 1       | 2     | 6       |
| 4      | Ázerbájdžán            | 2     | 2       | 3     | 7       |
| 5      | Spojené státy americké | 2     | 0       | 2     | 4       |
| 6      | Kuba                   | 1     | 0       | 1     | 2       |
| 7      | Uzbekistán             | 1     | 0       | 0     | 1       |
| 8      | Jižní Korea            | 1     | 0       | 0     | 1       |
| 9      | Gruzie                 | 0     | 3       | 3     | 6       |
| 10     | Maďarsko               | 0     | 1       | 2     | 3       |
| 11     | Arménie                | 0     | 1       | 1     | 2       |
| 11     | Kanada                 | 0     | 1       | 1     | 2       |
| 11     | Indie                  | 0     | 1       | 1     | 2       |
| 14     | Bulharsko              | 0     | 1       | 0     | 1       |
| 14     | Čína                   | 0     | 1       | 0     | 1       |
| 14     | Egypt                  | 0     | 1       | 0     | 1       |
| 14     | Estonsko               | 0     | 1       | 0     | 1       |
| 14     | Portoriko              | 0     | 1       | 0     | 1       |
| 14     | Ukrajina               | 0     | 1       | 0     | 1       |
| 20     | Kazachstán             | 0     | 0       | 3     | 3       |
| 21     | Švédsko                | 0     | 0       | 2     | 2       |
| 22     | Kolumbie               | 0     | 0       | 1     | 1       |
| 22     | Francie                | 0     | 0       | 1     | 1       |
| 22     | Litva                  | 0     | 0       | 1     | 1       |
| 22     | Mongolsko              | 0     | 0       | 1     | 1       |
| 22     | Severní Korea          | 0     | 0       | 1     | 1       |
| 22     | Polsko                 | 0     | 0       | 1     | 1       |
| 22     | Španělsko              | 0     | 0       | 1     | 1       |
| 22     | Turecko                | 0     | 0       | 1     | 1       |
| Celkem | Celkem                 | 18    | 18      | 36    | 71      |

## Zúčastněné země
Do bojů o medaile zasáhlo 343 zápasníků ze 71 zemí:
- Alžírsko (3)
- Americká Samoa (1)
- Argentina (1)
- Arménie (7)
- Austrálie (1)
- Ázerbájdžán (13)
- Bělorusko (11)
- Bulharsko (9)
- Brazílie (1)
- Česko (1)
- Čína (8)
- Dánsko (2)
- Ekvádor (2)
- Egypt (13)
- Estonsko (2)
- Finsko (2)
- Francie (6)
- Gruzie (13)
- Guam (1)
- Guinea-Bissau (2)
- Honduras (1)
- Chile (1)
- Chorvatsko (2)
- Indie (5)
- Írán (13)
- Irák (1)
- Itálie (1)
- Japonsko (13)
- Jižní Korea (9)
- Kamerun (1)
- Kanada (9)
- Kazachstán (15)
- Kolumbie (3)
- Kuba (12)
- Kyrgyzstán (4)
- Litva (2)
- Lotyšsko (2)
- Madagaskar (1)
- Maďarsko (7)
- Maroko (2)
- Mexiko (2)
- Mikronésie (1)
- Moldavsko (2)
- Mongolsko (8)
- Namibie (1)
- Německo (4)
- Nigérie (4)
- Norsko (1)
- Pobřeží slonoviny (1)
- Polsko (4)
- Portoriko (3)
- Rakousko (1)
- Rumunsko (2)
- Rusko (16)
- Řecko (2)
- Senegal (2)
- Severní Korea (5)
- Spojené státy americké (17)
- Srbsko (1)
- Středoafrická republika (1)
- Španělsko (1)
- Švédsko (6)
- Švýcarsko (1)
- Tádžikistán (4)
- Tunisko (8)
- Turecko (13)
- Ukrajina (13)
- Uzbekistán (8)
- Venezuela (7)
- Velká Británie (1)
- Vietnam (1)